# 精米
精米（せいまい）は、玄米の糊粉層（糠層）を取り除いて皮部と胚乳部に分けること。また、その工程を経て糠層の全部または一部を取り除いて精白した米。糠層を完全に削った米は「精白米」または「白米」ともいう。
もち米とうるち米の区分に応じて、でん粉にアミロース成分を含まない精米を「もち精米」、それ以外を「うるち精米」という。

## 白度
精米の度合いを白度という。酸化マグネシウムを100パーセントとしたときの白さで示され、一般的に玄米の状態で白度20度、白米の状態であるが品種等によって値は変化する。
一般的には糠層を残す度合いによって「三分づき（三分搗き）」や「五分づき（五分搗き）」のように表すことがある。これは玄米を0、白米を10割の精米率とし、何割精米しているかを示す。

## 歴史と技術

### 日本
- 箕と大団扇を用いた穀物の風選作業と、臼による籾摺り作業。明治後期。
- 回転式の土臼による籾摺り作業
- 足踏み式の唐臼による精白作業。
- 葛飾北斎『富嶽三十六景』「隠田の水車」。江戸の穏田川にかかっていた水車を描いたもの。『富嶽三十六景』は江戸時代後期（1830年代）の名所絵集であるが、当時、穏田川にはいくつか水車が設置されていたという（現在の神宮前周辺に当たる）。水車の水力で杵を上下させ、玄米を精白する。

日本では古代から杵と臼を用いた精米が行われていた。江戸時代の元禄期に清から手回しで精米を行う「土臼」が導入され、さらに足踏み作業でシーソーの原理により米を搗く「唐臼」が利用されるようになった。『日本書紀』推古18年(610年)の記録によれば、朝鮮半島の高句麗から来た僧・曇徴(どんちょう)が、碾磑(てんがい)という水車で動く回転式の臼の原理を伝えたという。つまり水力を利用した回転臼は西暦600年代には存在していたが、川沿いでなければ利用できない制約がありあまり普及しなかった。
1890年代にイギリスからエンゲルバーグ式精米機が輸入され、1920年には日本独自の研削式精米機が開発された。
日本国内における玄米及び精米の品質表示について定めた「玄米及び精米品質表示基準」（平成12年3月31日農林水産省告示第515号）第2条では、「精米」を「玄米のぬか層の全部又は一部を取り除いて精白したもの」と定義している。

### 東南アジア
東南アジアの在来精米技術は手搗き（Hand pounding）であり、籾（もみ）摺りを磨り臼で行い、搗き臼と杵あるいは足踏み式の唐臼（碓とも）で精米を行った。
近代精米技術が導入される前には、在来技術で加工した半搗米に、輸送時の品質保持のため籾を混ぜたカーゴライス（Cargo rice）が輸出品となっていた。
ヨーロッパから近代精米技術がもたらされ、例えばビルマでは宗主国イギリスとの米貿易が行われており、1850年頃にはダグラス=グラント社が開発した竪型研削式精米機が導入されるようになった。